# 666 Park Avenue
666 Park Avenue es una serie de televisión estadounidense basada en un conjunto de libros de Gabriella Pierce. La serie se centra en un histórico bloque de apartamentos en Nueva York y en sus propietarios, que sin querer empiezan a experimentar fenómenos sobrenaturales y ponen en peligro la vida de los residentes.
En España la serie fue estrenada el 9 de octubre de 2012 en el canal de cable y satélite Calle 13 Universal.
ABC ordenó al piloto el 20 de enero de 2012, y se recogió para una primera temporada completa de trece episodios el 11 de mayo de 2012. Se emitió el domingo por la noche a las 10:00 p. m. hora del Este / 9: 00 p. m. hora del Centro, con la serie Revenge sirviendo como su ventaja el 16 de noviembre de 2012, ABC ha anunciado que la serie había sido cancelada, pero que terminaría su recorrido de trece episodios.
El 21 de diciembre de 2012, ABC anunció que los cuatro últimos episodios de 666 Park Avenue se transmitirá en el verano siguiente y que los finales de Happy Days y Don't Trust the B---- in Apartment 23 se mostrarán en su lugar los domingos. Los episodios finales fueron transmitido por primera vez en España y también han puesto al aire en Australia, Nueva Zelanda y el Reino Unido, por delante de su emisión en Estados Unidos. La serie volvió a ABC del 22 de junio al 13 de julio de 2013 al transmitir sus episodios restantes.

## Trama
Terry O'Quinn es Gavin Doran, propietario del bloque de viviendas de alquiler de lujo emplazado en el exclusivo distrito del Upper East Side de Manhattan y que está casado con la sofisticada y fría Olivia Doran, interpretada por Vanessa Williams. Rachael Taylor y Dave Annable son Jane Van Veen y Henry Martin respectivamente, una pareja de enamorados que empieza a vivir en uno de los apartamentos del edificio tras ella haber sido contratada por los dueños del bloque para el mantenimiento de las instalaciones.
Completan el reparto Robert Buckley como un escritor frustrado llamado Brian Leonard, casado con la fotógrafa Louise Leonard, interpretada por Mercedes Masohn, y Nona Clark (Samantha Logan) como una joven inquilina que tiene el don psíquico de predecir el futuro.

## Producción
La estrella de la serie, Vanessa Williams indicó que ella percibe los personajes de Gavin y Olivia Doran como "sobrenatural" Bernie y Ruth Madoff . "Es un mundo que quería explorar," dijo. "Es el Upper East Side. Es de lujo. Son una pareja que son muy poderosos. Yo pensaba en los Madoff inmediatamente porque eran extremadamente ricos. Tenían propiedades de tierra increíbles, todo que las personas conocían y sabían que tenían una gran cantidad de riqueza. y entonces todos vimos el lado oscuro y lo que pasó y cómo crearon su imperio".

### El huracán Sandy
Cuando el huracán Sandy golpeó la ciudad de Nueva York a finales de octubre de 2012, los escenarios de 666 Park Avenue fueron dañados.

## Recepción
Metacritic le dio una puntuación media de 62% basado en 22 comentarios.